# Älskande par
Älskande par är en filmatisering av Agnes von Krusenstjernas romansvit Fröknarna von Pahlen. Filmen utkom 1964 och regisserades av Mai Zetterling. Älskande par är den femte av totalt sju delar i Agnes von Krusenstjernas romanserie – men filmen är baserad på hela serien.

## Rollista i urval
- Harriet Andersson – Agda Wising
- Gunnel Lindblom – Adèle Holmström, född Silfverstjerna
- Gio Petré – Angela von Pahlen
- Anita Björk – Petra von Pahlen
- Gunnar Björnstrand – doktor Jacob Lewin
- Eva Dahlbeck – fru Landborg
- Jan Malmsjö – Stellan von Pahlen
- Lissi Alandh – Bell
- Isa Quensel – Fredrika, föreståndarinna
- Bengt Brunskog – Tord Holmström
- Anja Boman – Stanny, Bernhards syster
- Åke Grönberg – en tjock man
- Margit Carlqvist – Dora Macson
- Heinz Hopf – löjtnant Bernhard Landborg
- Märta Dorff – Alexandra Vind-Frijs
- Jan Erik Lindqvist – Peter von Pahlen
- Hans Strååt – Thomas Meller